# Liste der Biografien/Hole
Liste der Biografien |
Portal Biografien |
Personensuche
# |
A |
B |
C |
D |
E |
F |
G |
H |
I |
J |
K |
L |
M |
N |
O |
P |
Q |
R |
S |
T |
U |
V |
W |
X |
Y |
Z |
?
 
Ha |
Hd |
He |
Hi |
Hj |
Hk |
Hl |
Hm |
Hn |
Ho |
Hr |
Hs |
Ht |
Hu |
Hv |
Hw |
Hy
 
Hoa |
Hob |
Hoc |
Hod |
Hoe |
Hof |
Hog–Hok |
Hol |
Hom |
Hon |
Hoo |
Hop |
Hoq |
Hor |
Hos |
Hot |
Hou |
Hov |
How |
Hox |
Hoy |
Hoz
 
Hola |
Holb |
Holc |
Hold |
Hole |
Holf |
Holg |
Holi |
Holj |
Holk |
Holl |
Holm |
Holn |
Holo |
Holp |
Holr |
Hols |
Holt |
Holu |
Holv |
Holw |
Holy |
Holz
Die Liste der Biografien führt alle Personen auf, die in der deutschsprachigen Wikipedia einen Artikel haben. Dieses ist eine Teilliste mit 70 Einträgen von Personen, deren Namen mit den Buchstaben „Hole“ beginnt.

## Hole
- Hole, Dave (* 1948), australischer Slide-Gitarrist
- Hole, Even (* 1957), norwegischer Skirennläufer
- Hole, Fred (1935–2011), britischer Artdirector
- Hole, Lois (1933–2005), kanadische Politikerin und Schriftstellerin
- Hole, Martin (1959–2024), norwegischer Skilangläufer
- Hole, Stian (* 1969), norwegischer Graphikdesigner, Kinderbuchautor und Illustrator

### Holeb
- Holebas, José (* 1984), deutsch-griechischer FußballspielerJosé Holebas (* 1984)

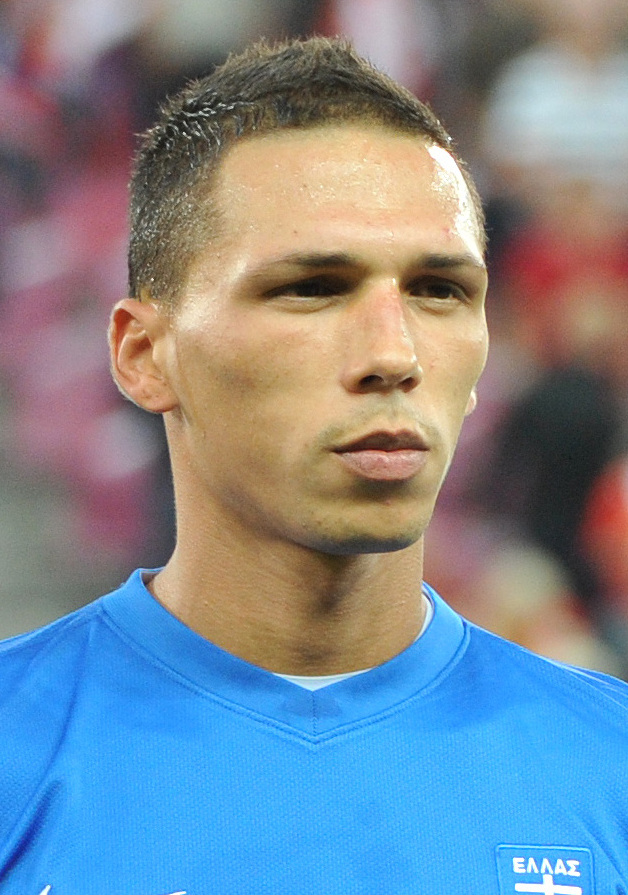
José Holebas (* 1984)

### Holec
- Holec, Miroslav (* 1987), tschechischer Eishockeyspieler
- Holec, Wilhelm (* 1914), österreichischer Fußballspieler
- Holecek, Heinz (1938–2012), österreichischer Kammersänger
- Holeček, Jiří (* 1944), tschechischer Eishockeytorwart und -trainer
- Holeček, Josef (1853–1929), tschechischer Schriftsteller, Übersetzer und Journalist
- Holeček, Josef (1921–2005), tschechoslowakischer Kanute und Olympiasieger
- Holecek, Sebastian (* 1964), österreichischer Opernsänger der Stimmlage Bariton
- Holečková, Libuše (1932–2021), tschechische Schauspielerin
- Holečková, Patricie (* 1950), tschechische Aphoristikerin
- Holéczy, Akos (1943–2016), Schweizer Musiker mit ungarischer Abstammung
- Holéczy, Beatrix (* 1972), ungarische Biathletin
- Holéczy, Roger (* 1976), ungarischer Eishockeyspieler

### Holef
- Holefleisch, Heiko (* 1949), deutscher Dramaturg und Fernsehmacher

### Holei
- Hölein, Hieronymus I. († 1615), deutscher Zisterzienserabt
- Holeindre, Roger (1929–2020), französischer Terrorist und rechtsextremer Politiker

### Holek
- Holek, Heinrich (1885–1934), Journalist, Arbeiterdichter
- Holek, Mario (* 1986), tschechischer Fußballspieler
- Holek, Václav (1886–1954), tschechischer Waffenkonstrukteur
- Holek, Wenzel (1864–1935), tschechischer Schriftsteller, Publizist und Erzieher
- Holekamp, Johann Heinrich Daniel, Königlich Großbritannischer und Kurfürstlich Hannoverscher Zimmerer und Architekt
- Holekamp, Johann Heinrich Ludolph (1760–1832), deutscher Feldprediger und evangelisch-lutherischer Pastor

### Holem
- Hölemann, Hermann Gustav (1809–1886), deutscher evangelisch-lutherischer Theologe und Hochschullehrer
- Holemar, Markus (* 1976), österreichischer Fußballspieler

### Holen
- Holeňák, Miroslav (* 1976), tschechischer Fußballspieler
- Holenda, Jan (* 1985), tschechischer Fußballspieler
- Holender, Adam (* 1937), polnischer Kameramann
- Holender, Filip (* 1994), ungarischer Fußballspieler
- Holender, Ioan (* 1935), rumänisch-österreichischer Sänger und KünstleragentIoan Holender (* 1935)

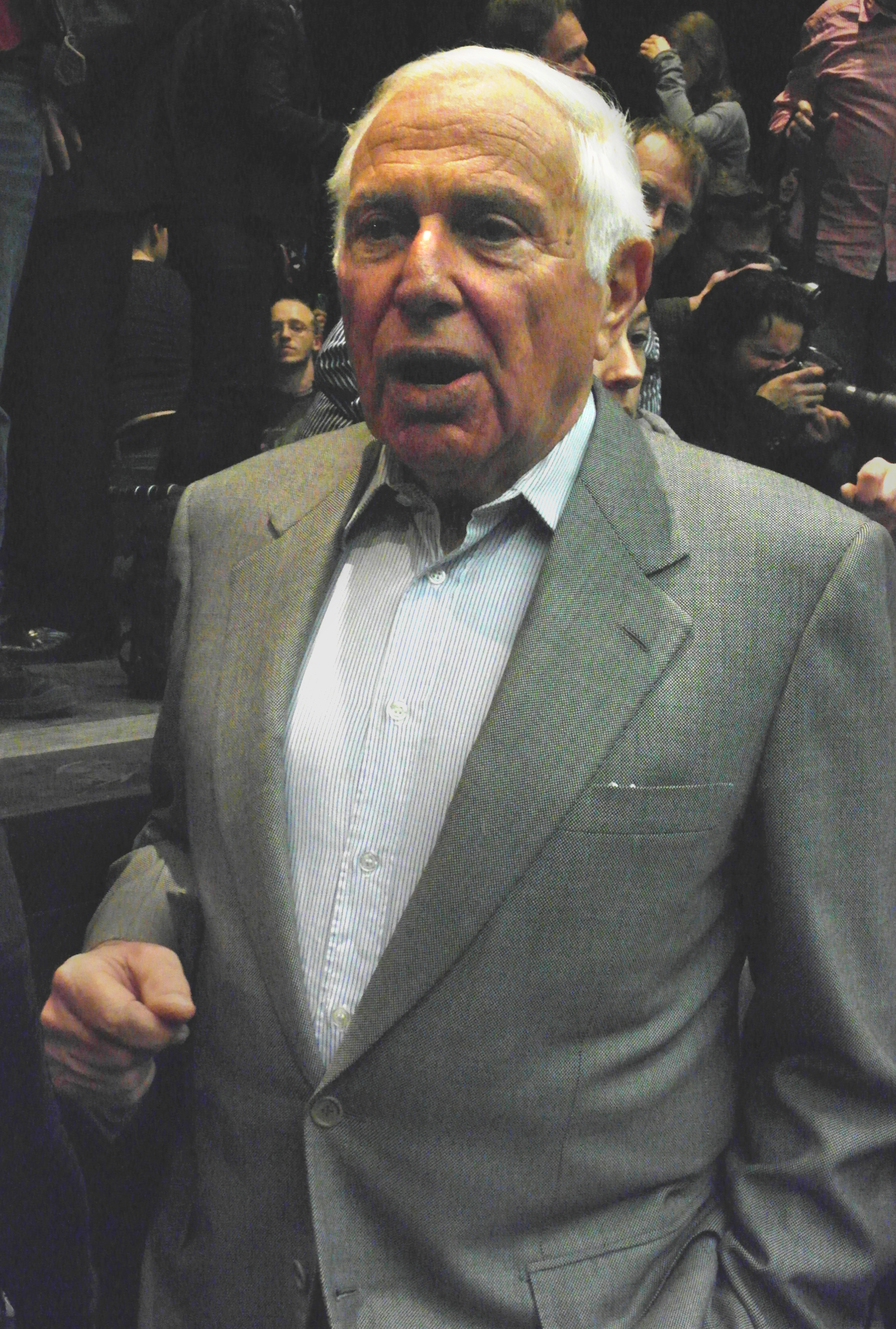
Ioan Holender (* 1935)

- Holenia, Franz (1821–1882), österreichischer Unternehmer und Politiker, Landtagsabgeordneter
- Holenia, Hanns (1890–1972), österreichischer Komponist
- Holenia, Romuald (1817–1893), österreichischer Montanist
- Holenstein, André (* 1959), Schweizer Historiker
- Holenstein, Anne-Marie (* 1937), Schweizer Germanistin
- Holenstein, Claudio (* 1990), Schweizer Fussballspieler
- Holenstein, Elmar (* 1937), Schweizer Philosoph
- Holenstein, Luca (* 1997), Schweizer Unihockeyspieler
- Holenstein, Noe (* 2004), Schweizer Fussballspieler
- Holenstein, Peter (1946–2019), Schweizer Journalist und Buchautor
- Holenstein, Stefan (* 1961), Schweizer Anwalt
- Holenstein, Thomas (1858–1942), Schweizer Jurist und katholisch-konservativer Politiker
- Holenstein, Thomas (1896–1962), Schweizer Politiker
- Holenweger, Bruno (* 1965), Schweizer Radrennfahrer

### Holer
- Holer, Lisa (* 1994), Schweizer Orientierungsläuferin
- Höler, Lucas (* 1994), deutscher FußballspielerLucas Höler (* 1994)

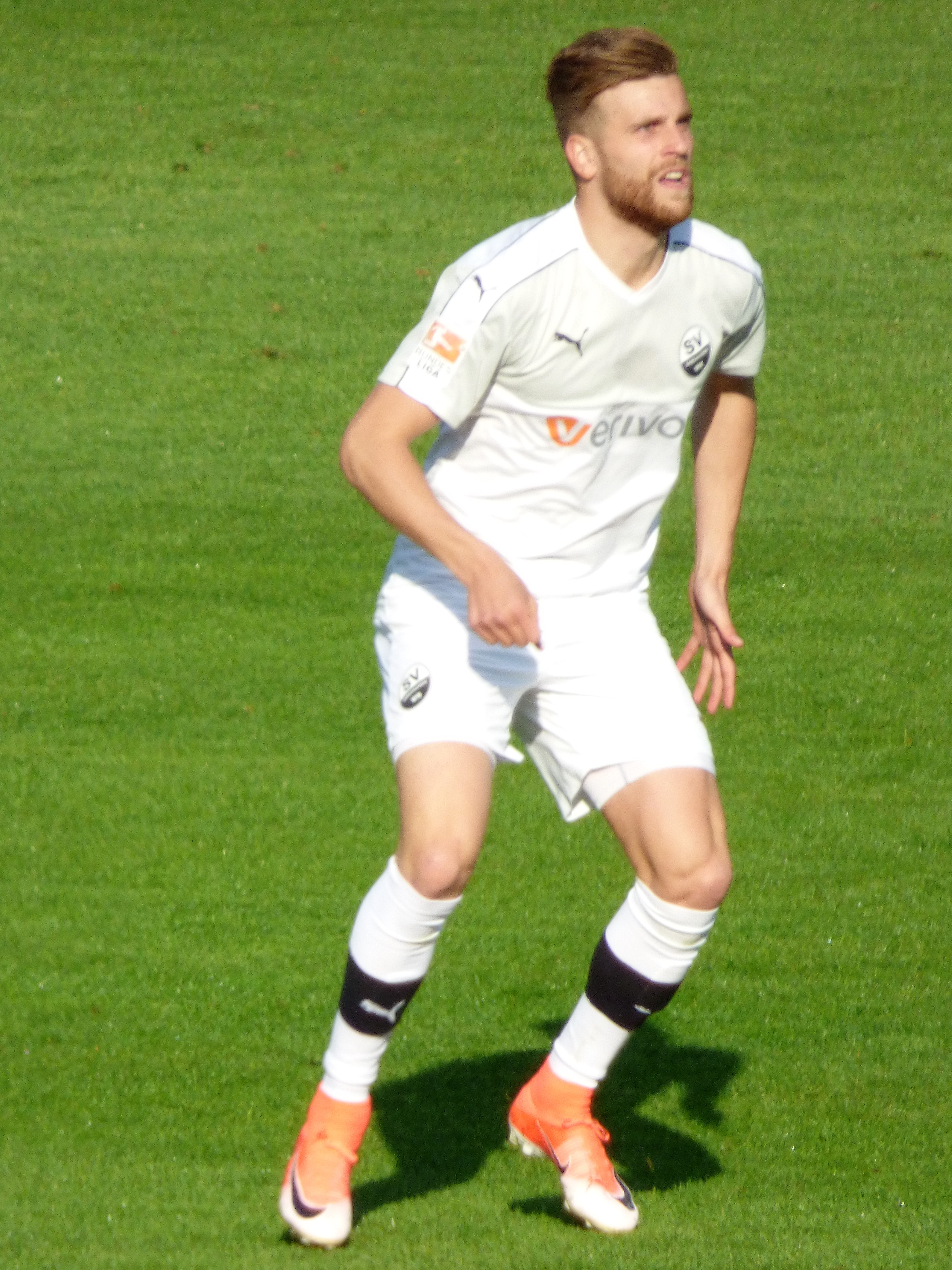
Lucas Höler (* 1994)

- Höler, Stefan (* 1969), deutscher Basketballspieler
- Holert, Katharina (* 1993), deutsche Tennisspielerin
- Holert, Tom (* 1962), deutscher Kunsthistoriker und Publizist
- Holert, Wilhelm (1867–1961), deutscher Unternehmer

### Holes
- Holeš, Július (1939–2021), tschechoslowakischer Fußballspieler
- Holeš, Tomáš (* 1993), tschechischer Fußballspieler
- Holesch, Denes de (1910–1983), ungarischer Maler
- Holesch, Ditha (1901–1992), österreichische Autorin
- Holeschofsky, Franz, österreichischer Fußballspieler
- Holesloot, Marie IJsbrantsdr., niederländische Frau, die der Hexerei angeklagt worden war

### Holet
- Holetschek, Johann (1846–1923), österreichischer Astronom
- Holetschek, Klaus (* 1964), deutscher Politiker (CSU), MdB, MdLKlaus Holetschek (* 1964)

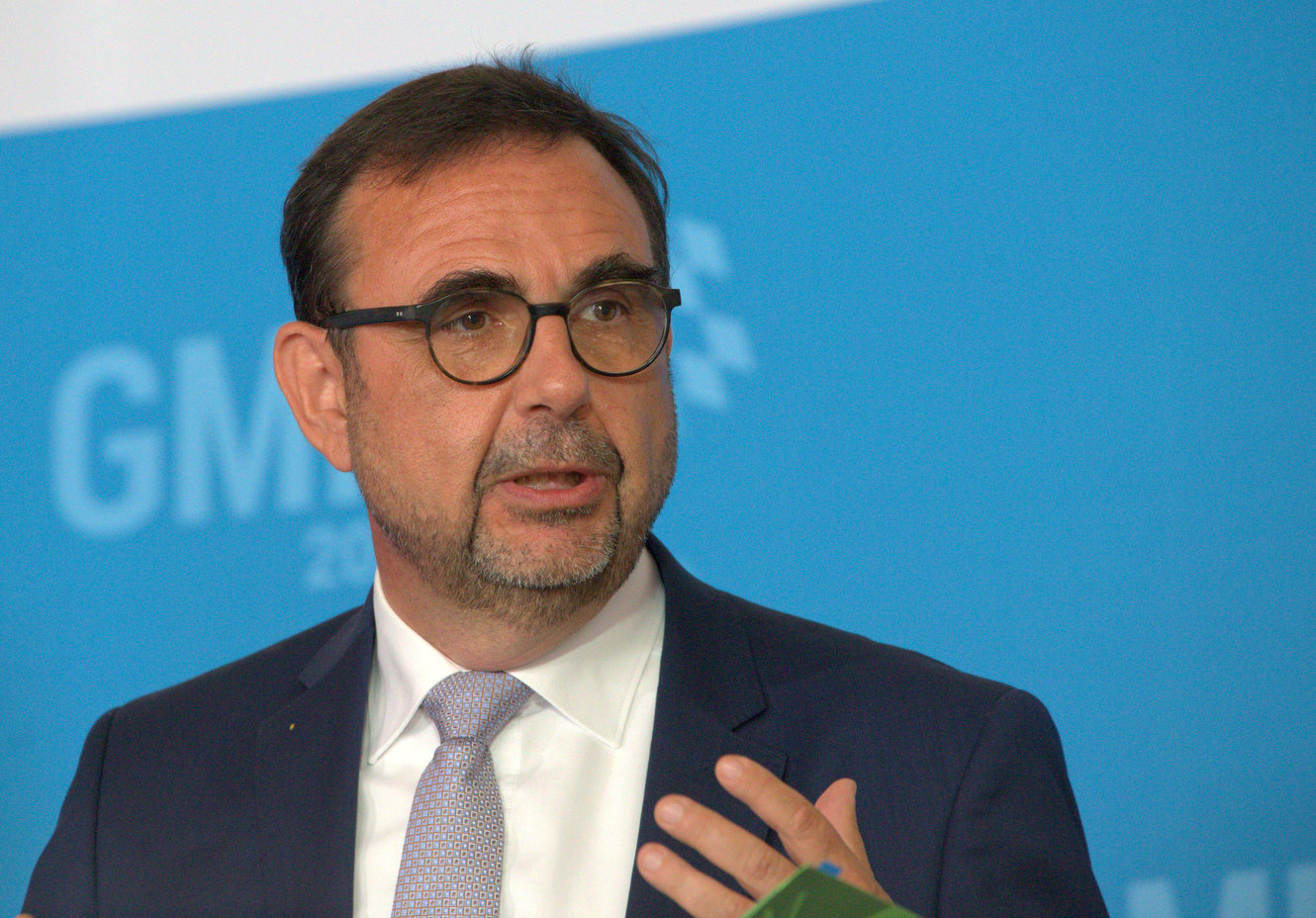
Klaus Holetschek (* 1964)

- Holetschek, Olaf (* 1968), deutscher Fußballspieler
- Holetzeck, Mario (* 1963), deutscher Theaterregisseur, Film- und Theaterschauspieler

### Holeu
- Holeussowa, Halyna (* 1951), sowjetische Leichtathletin

### Holey
- Holey, Jan Udo (* 1967), deutscher Autor geschichtsrevisionistischer, verschwörungstheoretischer und rechtsesoterischer Bücher
- Holey, Johannes (* 1934), deutscher Autor
- Holey, Josef (1899–1986), deutscher Experte für Glaserzeugung und Unternehmer in der Gablonzer Glas- und Schmuckwaren-Branche
- Holey, Karl (1879–1955), österreichischer Architekt, Bauhistoriker und Denkmalpfleger